# Anne Stella Fomumbod
Anne Stella Fomumbod (* um 1962 in Kamerun) ist eine kamerunische Frauenrechtsaktivistin. Sie ist die Gründerin und Geschäftsführerin der Interfaith Vision Foundation of Cameroon (IVFCam) und die treibende Kraft hinter der Metta-Charta zur Witwenschaft, die bedeutende Fortschritte bei den Menschenrechten der Witwen in ihrem Land ermöglicht hat.

## Leben
1999 gründete Fomumbod die Interfaith Vision Foundation of Cameroon (IVFCam). Die Organisation hieß ursprünglich Aid International Christian Women of Vision (AI-ChrisWOV), der Name wurde im Januar 2008 nach einer vom Freiwilligendienst in Übersee gesponserten Konsultation und Bewertung geändert, die die klare Notwendigkeit hervorhob, alle Glaubensrichtungen einzubeziehen.
Das IVFCam konzentriert seine Bemühungen auf die Unterstützung benachteiligter Menschen, insbesondere von Frauen und Kindern, vor allem junger Witwen, Waisen und HIV-Infizierter und AIDS-Kranker. IVFCam ist eine gemeinnützige, nichtstaatliche Wohltätigkeitsorganisation und arbeitet seit 2013 mit dem Wirtschafts- und Sozialrat der Vereinten Nationen zusammen.
Fomumbod hat mit 53 Dorfräten zusammengearbeitet, um die Rechte der Frauen und die Einbeziehung von mehr Frauen in die Gemeinderäte zu fördern. Sie ist vielleicht am besten bekannt dafür, dass sie die Unterstützung der Regierung für die Metta-Charta zur Witwenschaft geschaffen und erhalten hat, eine Premiere in Kamerun, die einen bedeutenden Fortschritt im Bereich der Menschenrechte der Witwen ermöglicht.

## Auszeichnungen und Ehrungen
- 2004: nationaler Preis für die Förderung von Frauen.[5]
- 2010: Preis der Women’s World Summit Foundation für die Kreativität von Frauen im ländlichen Raum.[5][4]
- 2013: Aufnahme in die Liste der 100 Frauen der BBC[6]
- 2017: Preis der kamerunischen Regierung für hervorragende Leistungen; überreicht von Gouverneur Lafrique.[2]